# Erik Johan Stagnelius
Erik Johan Stagnelius (Gårdlösa, 14 ottobre 1793 – Stoccolma, 3 aprile 1823) è stato un poeta svedese.

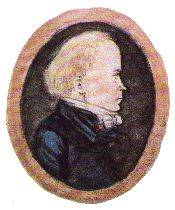
Questo ritratto mostra l'aspetto fisico particolare di Stagnelius,
anche se potrebbe essere alquanto accentuato

Sensibile e cagionevole di salute, alternò periodi di lavoro a lunghi soggiorni a Kalmar di cui il padre era divenuto vescovo. Dal 1815 fu cancelliere presso gli Affari Ecclesiastici.
Di carattere piuttosto solitario e bohémien ante litteram, dedito all'alcool e all'oppio, incarnò il prototipo del poeta romantico.
La sua prima frammentaria produzione, che comprende poesie ispirate ad Ovidio e a Properzio, componimenti neoclassici, ballate e cantate alla maniera dei goticisti, presenta un tratto personale nello stile morbido e nell'insaziata sensualità.
Il contrasto tra sogno e realtà, il desiderio di liberarsi dalle passioni terrene per mezzo della purificazione e della morte, arricchiscono la sua poesia più matura e ne diventano il tema principale, accanto ad una fede serena ed a momenti di estatica religiosità, come nei sonetti e nelle elegie, e nelle poesie per Amanda. 
L'unica raccolta che Stagnelius pubblicò è Gigli a Saron, del 1821-1822, altre uscirono postume con varie opere.

## Poesie
- Afton psalm
- Amanda
- Carl Johan
- Christi Födelsenatt
- Den sälle, i hvars kyska bröst
- Dygdelära
- Dygden
- Endymion
- Grymt verklighetens ...
- Hymn
- Högtidssång
- Krigssång
- Människo-kärleken
- Natt-tankar
- Naturens son
- Näcken
- Näktergalen
- Resa, Amanda, jag skall
- Sjuklingens Aftonpsalm
- Suckarnas mystér
- Till dygden
- Till förruttnelsen
- Till Julia
- Till sånggudinnan
- Till Äran
- Trosbekännelse
- Vad suckar häcken?
- Vaggvisa
- Verldsförakt
- Vårsång
- Vällustens förakt
- Vän! I förödelsens stund
- Öfver H. K. H. Kronprinsens,
- Öfver slaget vid Salamanca.
- Öfver slaget vid Waterloo
- Öfver slaget vid Vittoria